# Androctonus ishtar
Espèce
Androctonus ishtar est une espèce de scorpions de la famille des Buthidae.

## Distribution
Cette espèce est endémique d'Irak. Elle se rencontre dans les provinces de Dahuk et de Ninive.

## Description
Le mâle holotype mesure 79,72 mm, le mâle paratype 81,9 mm et les femelles paratypes 79,75 mm et 89,58 mm.

## Systématique et taxinomie
Cette espèce a été décrite par les arachnologistes Yağmur, Kachel, Al-Khazali, Al-Jubouri et Ali en 2025.

## Étymologie
Cette espèce est nommée en référence à la huitième porte de l'ancienne ville de Babylone.

## Publication originale
- Yağmur, Kachel, Al-Khazali, Al-Jubouri & Ali, 2025 : « Androctonus ishtar sp. n. from Dohuk and Nineveh provinces, Iraq (Scorpiones: Buthidae). » Journal of Natural History, vol. 59, no 25/28, p. 1757–1773.